# ガンダムヘビーアームズ
ガンダムヘビーアームズ (Gundam Heavyarms) は、1995年に放送されたテレビアニメ『新機動戦記ガンダムW』に登場する架空の兵器。有人操縦式の人型ロボット兵器「モビルスーツ」 (MS) のひとつ。
多彩な火器で武装した砲撃戦用ガンダムタイプMSで、主要人物のひとりである「トロワ・バートン」の搭乗機。機体名の「ヘビーアームズ」は、そのまま「重火器」を意味する。敵組織である「OZ（オズ）」からは「ガンダム03（ゼロスリー）」のコードネームで呼ばれる。劇中後半では、改修型であるガンダムヘビーアームズ改として登場する。
メカニックデザインは大河原邦男が担当。テレビ放送終了後に発表されたOVAおよび劇場用アニメ『新機動戦記ガンダムW Endless Waltz』では、カトキハジメの手により再デザインされたヘビーアームズ改が登場する。これに伴い、改修前のヘビーアームズも再デザインされた。以降、大河原デザインの機体は「テレビ版」、カトキデザインの機体は「EW版」として区別されているが、設定上は同一機あつかいとなっている。改修前の機体は、当初は「アーリータイプ」とも呼ばれていた（詳細は後述）。
本項では小説『新機動戦記ガンダムW Frozen Teardrop』(FT)に登場する「プロメテウス」、外伝作品『新機動戦記ガンダムW〜ティエルの衝動〜』に登場する「ガンダムデリンジャーアームズ」の解説も記述する。

## 機体解説
アフターコロニー（A.C.）195年、地球圏統一連合の圧政に反発する一部のコロニー独立派勢力が計画した一大テロ作戦、「オペレーション・メテオ」の中核として投入された5機のガンダムの1機。
開発はウイングガンダムゼロを手掛けた技術者チームの一人であるドクトルSの手によって行われた。当初は、コロニー独立派のスポンサーであるバートン家の庶子トロワ･バートンが専任パイロットとなる予定だったが、作戦開始直前のトラブルで彼が殺害されたことで、偶然整備員として現場に居合わせた名無しの少年がトロワの名とともにパイロットの座を引き継いだ。
ウイングガンダムゼロからはマシンキャノンを始めとした火力の特性を引き継いでいる。単機での制圧能力を重視した結果、本機は全身に多彩な火器を内蔵した重砲撃機として設計された。その戦力は戦艦3隻から5隻にも匹敵するが、弾切れ時は極端に攻撃力が低下する欠点をもつ。しかし、サーカスにおいて卓越した腕前を持つトロワの操縦センスによってアクロバティックな近接戦闘が可能となっている。またトロワが身体に操縦を覚え込ますためにと重量バランスをマニュアルにし操縦系統に機体の荷重が反映する（例として武装が密集する左腕は左の操縦桿に反映して操作が重たくなる。）特殊な仕様にしている。

### Endless Waltz版
劇場作品『新機動戦記ガンダムW Endless Waltz 特別篇 』公開時に、OVAでカトキハジメによってリファインされたEW版ガンダムヘビーアームズ改から逆算して、テレビ版ヘビーアームズをリファインした機体。大河原デザインのテレビ版に対し、この機体はカトキ本人のイニシャルを取って「Ver.Ka.」、もしくは「アーリータイプ」とも呼ばれていたが、漫画『新機動戦記ガンダムW Endless Waltz 敗者たちの栄光（敗栄）』で当デザインの機体が登場することなどをきっかけとして、EW版と呼称されるようになった。カラーリングはテレビ版と同じ赤系統となっている。

### 武装
ビームガトリング
ヘビーアームズの主兵装。左前腕を覆うかたちで装着し、折り畳み式のフォアグリップを展開する事も可能。不使用時はバックパックに懸架される。シールドが備えられ、攻守一体の装備としても機能する。ただし、装備時は機体重量が左側に偏るデメリットも持っている。機体側の重心設定を変更すれば通常どおりの動きが可能だが、トロワは格闘戦で装備を投棄したときに発生する弊害を考慮し、あえて設定を変えず自らの技量のみで不安定さをカバーしている。
EW版では銃身がさらに大型化し、腕を覆うのではなくグリップを握って保持する。不使用時はバックパック左側のラックに懸架される。ベルトでエネルギータンクと繋がっており、バックパック右側のラックにタンクは懸架されている。当初はテレビ版と異なりシールドは装備されていないが、プラモデル「MG（マスターグレード） ガンダムヘビーアームズEW」で新たに設定され「敗栄」でも装備している。シールドのみを腕に装備することも可能。
バルカン砲
頭部に2門内蔵された機関砲。マシンキャノンとともに斉射した際は一分も経たないうちに弾切れとなる。
マシンキャノン
両肩に内蔵された機関砲。胸部ガトリング砲やバルカン砲と合わせて、敵機の接近を許さない牽制が可能。
胸部ガトリング砲
胸部左右の開閉式装甲カバー下に隠されたガトリング砲。頭部バルカンと肩部マシンキャノンの中間に位置する。弾丸はケースレス弾を使用。
TV版ではコクピット部の装甲ごと開閉するデザインだったが、EW版では砲門部のみ開く構造になっている。
ホーミングミサイル
テレビ版では両肩アーマーに、EW版では両脚ランチャーポッドに内蔵。標的の熱紋、電磁波を探知しこれを自動的に追尾する。
EW版のマスターグレードではフロントアーマー内に8発追加装備されている。
マイクロミサイル
テレビ版では両脚ランチャーポッドに、EW版では両肩アーマーおよび腰アーマーに内蔵。ホーミングミサイルとは異なり、追尾機能は持たない。片側ずつに最大12発装填可能。
アーミーナイフ
右腕に固定装備されたガンダニュウム合金製ナイフ。リーオーやビルゴ2の装甲を切断可能な切れ味を持つ。15話では、横に錐もみ回転しながらエアリーズを何度も切りつけるという技を披露する。テレビ版は、刃の周囲にエネルギーフィールドを巡らせているため、ビーム刃を使用する武器と切り結ぶことも可能。
EW版では当初は装備されていなかったが、MGキット用に改めて設定された。着脱式のため、当初の非装備状態に組むことも可能。作中ではテレビ版と同じく腕部後方に装備されているが、MGではフレーム流用の都合から、装備位置が腕部側面に変更されている。
ビームサーベル
左腕内部に仕込まれたウイングガンダムのビームサーベル。
本機の正式な武装ではなく、南極でゼクス・マーキスのトールギスとの決闘に臨むヒイロ・ユイに本機を貸し与えた際に、左腕を負傷したヒイロにビームガトリングをあつかうのは酷だろうと考えたトロワがヘビーアームズの左前腕を外して仕込んでおいたもの。（その際は軽量化も兼ねて外した前腕部に直接ビームガトリングを装備している）ビームガトリング投棄時に接続部が炸裂ボルトによって外れるよう改造されており、その際露出する肘関節部にグリップホルダーが露出する仕掛けとなっている。
イーゲル装備
『敗栄』に登場した追加兵装。コルシカ基地襲撃時に使用した。追加武装で重量が増した分の機動力を補うための駆動装置も装着している。追加武装は全て炸裂ボルトにより瞬時に投棄可能。
大型ミサイルポッド
両肩に追加装備される多連装ミサイルポッド。各ブロックに4基ずつミサイルを内蔵した合計12個のコンテナブロックは前方だけでなく後方や横にも発射口があり全方位に攻撃が可能。
脚部追加ミサイルポッド
両脚ランチャーポッドにさらに外付けする発射口が側面を向いている、一つあたり20基のミサイルを内蔵しているミサイルポッド。
脚部クローラーユニット
脚部に装備された高速移動用のユニット。クローラー部分を接地させることで、高速移動中の砲撃が可能となっている。
大型ビームキャノン
トレーラーに外付けした大型のビーム砲。威力は強大だが砲身自体の強度が低く、作中では1射のみで自壊する。
ダムゼルフライ装備
『敗栄』に登場。6枚式のプロップローターと補助ジェットエンジンを各2基ずつ装備した大気圏内飛行ユニット。バックパック中央に装着されるため、ガトリングやマガジンに干渉しない構造になっている。トップヘビーな装備ゆえ、降着時はユニット中央の支持脚を伸ばして機体を支える。「ダムゼルフライ(Damselfly)」は「イトトンボ」を意味する。

### 劇中での活躍
地球に降下後は最初にドーバー基地を襲撃。上層部が降伏後、サーカス団がOZの基地でショーを行った際にはOZの基地を破壊後に自爆を決意するも、同行していたキャスリンの制止により中止される。トロワがヒイロと行動を共にするようになってからは、ノベンタの遺族のもとやゼクスとの決闘の地へヒイロを送り届ける際に機体のないヒイロに代わって活躍、ゼクスのトールギスとの決闘では本機を借り受けて使用する（第16話）。トロワが宇宙に上がる際に地球に残されるが、サリィ・ポォに回収され、ピースミリオンでヘビーアームズ改に改修される。
小説版ではトロワと一緒に宇宙に上がるが、宇宙用には調整されず、トロワがOZに潜入活動に赴くために長く放置されるが、月面基地から脱出したデュオが発見して管理する。

### 製作エピソード
テレビ版のデザインを担当した大河原邦男は自著において、当初はアメリカのピエロをモチーフとした画稿を提出したが、その後方針を変えてアメリカンアーミーをモチーフにしたと語っている。

## ガンダムヘビーアームズ改
超大型宇宙戦艦ピースミリオンに収容されたヘビーアームズを、トールギス、ウイングゼロの開発スタッフの1人ハワード博士が改修した姿。バックパックや腰まわりのスラスター類が換装・増設され、宇宙空間での機動性が強化されている。武装は2連装化されたビームガトリングを除きほぼ手が加えられていない。

### Endless Waltz版（ヘビーアームズ改）
OVAおよび劇場版アニメ『新機動戦記ガンダムW Endless Waltz(EW)』では、メカデザイナーカトキハジメの手によって作中のガンダムのデザインが一新された。ただし、これらの機体はテレビ版の強化発展型ではなく、物語上はまったくの同一機体だが"作品の制作バージョンによるデザイン違い"というものである。OVA公開当時に発売されたプラモデル等の商標名や関連ゲームにおける名称は、テレビ版と区別できる様に「ガンダムヘビーアームズカスタム」と呼称されていたが、リデザインされた同一機ではなく改良機と誤解を招くことから、徐々に「ガンダムヘビーアームズ改（EW版）」という名称表記へと移行していった。
カトキ版ガンダムの特徴として、テレビ版に比べよりキャラクター性を強調した有機的な形状が挙げられるが、ヘビーアームズは元の機体特性上無骨な形状であるため、ほかの機体に比べ際立った差異はない（ただし、EW劇中ではサーカス団員でもあるトロワのキャラクター性を反映し、右顔面にピエロを模したマスクが追加されている）。最大の違いはカラーリングで、テレビ版では赤系統だが、こちらは暗青緑に変更されている。なお、EW劇中にも改修前の機体が登場しているが、この頃は改修前の姿が設定されていなかったため、改修後と同じ暗青緑カラーであった。
シールドとアーミーナイフがオミットされて携行装備であるガトリングガンが両腕に装備されているため、より射撃戦特化な機体となっている。また、携行武装である2連装ガトリングガンは実体弾を用いるものに変更されている。『敗者たちの栄光』では改修時にバックパック中央部と腰リアアーマーにスラスターが追加されており、バックパックの追加スラスターユニットは、同時に改修されたサンドロック改とほぼ同形状である。

#### ガンダムヘビーアームズ改 クロークドカスタム
『ガンダムW』30周年記念として発表された新規映像『新機動戦記ガンダムW -Operation 30th-』で初登場。全身をローブで覆っており、肩の突起部分や右腕のアーミーナイフがのぞく。

### 武装
2連装ビームガトリング
テレビ版の主武装。シールドと一体化した大型の2連装式ガトリング砲。2連装化によってガンダニュウム合金に対する攻撃力も向上したが、重量も増加し取り回しは悪くなっている。
ダブルガトリングガン
EW版の主武装。改修後はテレビ版と同じ2連装式の設定を受け継ぎつつ、両腕に1対を装備。ビームガトリングガンとした資料と実弾とした資料が存在する。スーパーロボット大戦シリーズやGジェネレーションシリーズでは実弾武器として扱われている。TV版とは異なり、シールドは排除されている。不使用時はバックパックに懸架される。
胸部ガトリング砲
胸部の左右開閉式装甲カバー下に内蔵。テレビ版では改修前と変化はないが、EW版は砲門数が2から4に倍加している。
ホーミングミサイル
テレビ版では両肩アーマーに、EW版では両脚ランチャーポッドに内蔵されている。
EW版の1/144プラモデルではオリジナル武装としてフロントアーマー内に8発追加装備されている。
マイクロミサイル
テレビ版では両脚ランチャーポッドに、EW版では両肩アーマーおよび腰アーマーに内蔵されている。
アーミーナイフ
EW版では非装備とされているが、小説版『Endless Waltz』ではアーミーナイフを用いてサーペントと交戦する。

### 劇中での活躍
テレビ版
ピースミリオンで改修を受け、その後、実戦に復帰。ボンボン版ではリーブラの動力炉破壊に向かうもトロワはリーブラを舞台に最後の一騎打ちを繰り広げるウイングガンダムゼロとガンダムエピオンの光景を世界中の人々に伝えるべく、OZ時代にゆかりのあるレディ・アンに映像を送り、世界中に配信してもらった。小説版では戦後、平和の象徴として、欧州に祀られる。
なお、他の4機のガンダムが戦闘のダメージや自爆などで一度大破および拿捕される中、本機は唯一改修前から致命的な損壊を被ることなく、拿捕もされず、最後まで戦い抜いた。
EW版
機体廃棄のため他のガンダムと共に太陽に向け打ち上げられるが、マリーメイア軍が武装蜂起をきっかけに、急遽回収される。ブリュッセルの戦いでは信管を抜いた弾薬を装填し、1人の死者も出すことなく敵のサーペント部隊を無力化させる。弾薬をフルに装備した状態でも、トロワが得意とする伸身三回宙返り一回捻りを再現できる程の機動性を見せた。紛争終結後、サンドロック改・デスサイズヘルとともに自爆させられる。
『敗栄』では、テレビ版とは異なり、C-00421コロニーでの戦闘による中破後に「改」への修理・強化が行われる流れとなった。

## プロメテウス
A.C.年代よりさらに未来のM.C.（マーズセンチュリー）年代において、ドクトルTと名を変えたトロワが開発を担当したガンダニュウム合金製MS。その外観と機体特性はヘビーアームズを踏襲しており、全身に重機関砲やミサイルを満載している。最も特徴的なのが巨大な十字架を模した携帯式重機関砲で、各部にホーミングミサイルやマシンキャノンを併設した複合兵装として設計されている。カトリーヌ・ウード・ウィナーの手によって各部の装甲を欠いた未完成状態で強奪され、超微粒子マシンを遮蔽するナノディフェンサー・マントを纏った姿で実戦投入される。

## ガンダムデリンジャーアームズ
『新機動戦記ガンダムW〜ティエルの衝動〜』に登場。首都防衛用砲撃機として大戦時に量産されていたが、大半の機体は結局実戦配備される事はなかった。長距離移動の必要がないため、頭部のブレードアンテナが廃されているのが特徴。
ガンダムヘビーアームズ改（EW版）をベースに、ガトリングは1門装備。機体色はガンダムヘビーアームズ・アーリータイプに近い。
ロームフェラ財団によって保管されていた機体のうち1機が、元OZ兵士トライノイ・リヴィンスキーにより奪取される。その後、追撃して来たガンダムデスサイズギルティ、ガンダムサンドレオンを相手取り、セラフィム・ティエンロンと共に協力して戦士の墓に墜落させ撃退するも、後に戦士の墓のパーツで修復・カスタム化され復活し再戦を挑んできた両機と交戦し相打ち、トライノイも死亡する。

## ゲーム作品
- 機動戦士ガンダム EXTREME VS.
  - EW機で参戦[16]。